# Magomet-Gassan Abuixev
Magomet-Gassan Abuixev   () és un lluitador kumyk, ja retirat, especialista en lluita lliure, que va competir sota bandera de la Unió Soviètica durant les dècades de 1970 i 1980.
El 1980 va prendre part en els Jocs Olímpics d'Estiu de Moscou, on guanyà la medalla d'or en la prova del pes ploma del programa de lluita lliure.
En el seu palmarès també destaquen els campionats mundials júniors el 1977 (pes mosca) i 1979 (pes ploma), així com el campionat d'Europa de 1977 (pes ploma) i el campionat soviètic de 1984 (pes lleuger).
El 1981 es va graduar en economia per la Universitat Estatal del Daguestan i després de retirar-se de la lluita fou un destacat empresari. De 1994 a 1998 va treballar en el ram del petroli a Derbent i, entre 1998 i 2003 va ser el cap adjunt de l'empresa Dagvino. El 2003 passà a ser auditor de la Cambra de Comptes de la República del Daguestan.